# Krzyż Wielkopolski
Krzyż Wielkopolski, do końca 1991 Krzyż (niem. Kreuz (Ostbahn)) – miasto w woj. wielkopolskim, w powiecie czarnkowsko-trzcianeckim, siedziba gminy miejsko-wiejskiej Krzyż Wielkopolski, położone nad Drawą i Notecią. W latach 1975–1998 miasto administracyjnie należało do woj. pilskiego. Prawa miejskie miasto otrzymało w 1936.
Według danych Głównego Urzędu Statystycznego z 31 grudnia 2022 rok miasto liczyło 5943 mieszkańców.

## Położenie
Miasto leży w północno-zachodniej części województwa wielkopolskiego w powiecie czarnkowsko-trzcianeckim, u ujścia rzeki Drawy do Noteci. Historycznie miasto przynależało następująco do:
- do 1772 – województwo poznańskie, I Rzeczpospolita
- od początku XIX wieku do 1887 – powiat czarnkowski, Królestwo Prus
- od 1887 do 1919 – powiat wieleński, Cesarstwo Niemieckie
- od 1920 do 1945 – powiat notecki, Republika Weimarska/III Rzesza
- od 1945 do 1975 – powiat trzcianecki, województwo poznańskie, PRL
- od 1975 do 1998 – Urząd Rejonowy w Trzciance, województwo pilskie, PRL
- od 1998 – powiat czarnkowsko-trzcianecki, województwo wielkopolskie, III Rzeczpospolita

Na północ od miasta rozciąga się Drawieński Park Narodowy, na południe – Puszcza Notecka.

## Historia

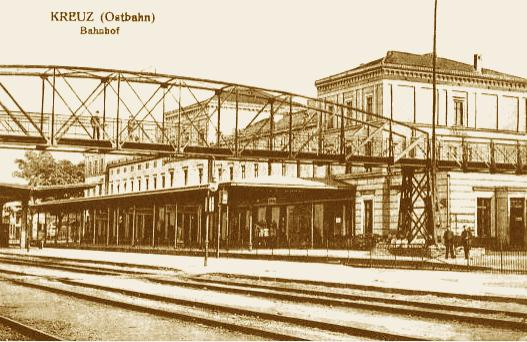
Stacja kolejowa z ok. 1900 r.

Obecne są ślady penetracji przez człowieka z okresu 8–9 tys. lat p.n.e.: narzędzia krzemienne i z rogów jeleni. Następnie teren niezamieszkany, z powodu trudnego dostępu – gęsta puszcza z mokradłami i trzęsawiskami, osadnictwo nowożytne rozpoczęło się na początku XVIII wieku. W 1701 roku książę Jan Kazimierz Sapieha, właściciel pobliskiego Wielenia założył osadę Oleandry Sapieżyńskie. Zasiedleni tam Olędrzy rozpoczęli proces suszenia bagiennego terenu. Nazwa osady była zbyt trudna do wymówienia dla części cudzoziemskich osadników, wkrótce zaczęto używać nazwy Łokacz. Rozwój miejscowości rozpoczął się w momencie uruchomienia linii kolejowych Poznań – Szczecin (1848) oraz Berlin – Królewiec (1851). Krzyż znalazł się na skrzyżowaniu tych linii (stąd jego nazwa), stając się węzłem kolejowym, którą to funkcję pełni do dzisiaj. Wraz z rozwojem kolei przybywało mieszkańców, a wraz z nimi coraz więcej domów. Początkowo mieszkańcy osady, zarówno do kościoła jak i dzieci do szkoły, musieli chodzić do pobliskiego Łokacza Wielkiego. Trwało to do 1854 roku, kiedy to założono pierwszą szkołę i wybudowano pierwszą salę modlitwy. Rozwój kolei w tym miejscu przyczynił się do rozwoju gospodarczego miasta i postępu. Wówczas powstały tu różne zakłady przemysłowe oraz nowe miejsca pracy poza rolnictwem.
W czasie powstania wielkopolskiego (1918–1919) Krzyż był bazą wypadową jednostek armii niemieckiej walczących na froncie północnym z oddziałami armii powstańczej. 5 marca 1919 roku w mieście odbyło się spotkanie przedstawicieli Misji Międzysojuszniczej z misją niemiecką będące wstępem do rokowań rozejmowych pomiędzy walczącymi stronami. Ostatecznie w wyniku ustaleń wynikających z traktatu pokojowego podpisanego przez Niemcy 28 czerwca 1919 roku Krzyż znalazł się w Republice Weimarskiej, stając się stacją graniczną – granica polsko-niemiecka biegła 2 km na wschód od Krzyża.

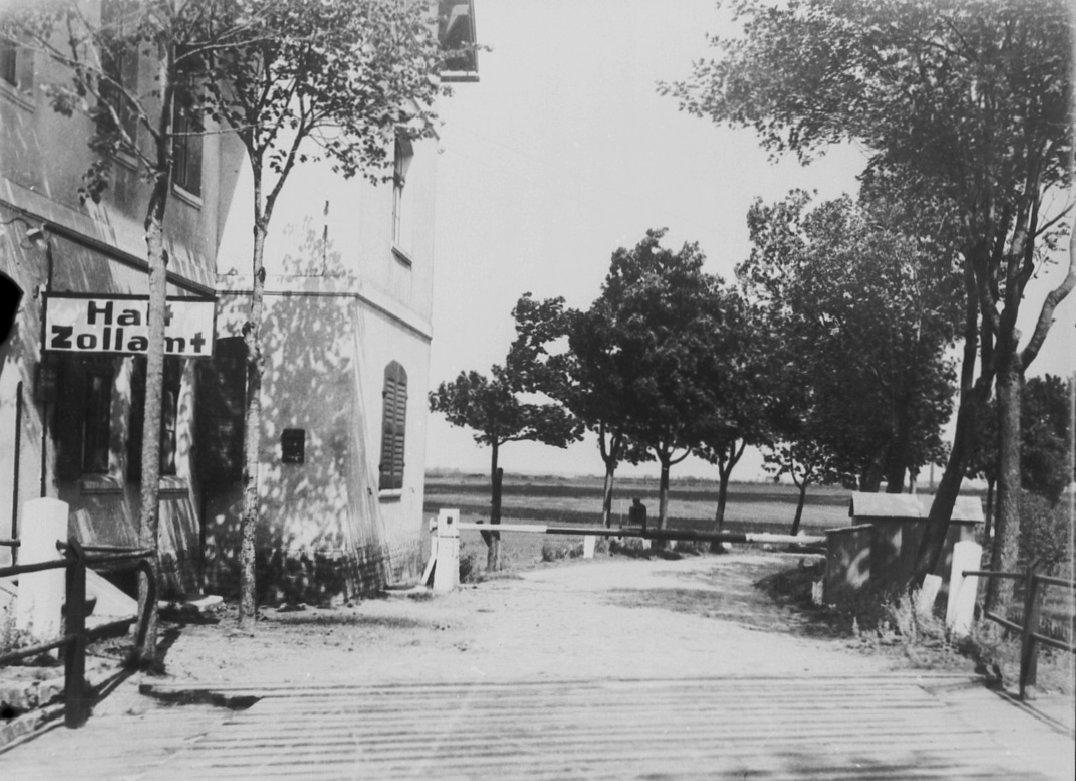
Polsko-niemieckie przejście graniczne w pobliżu Krzyża (1920-39)

W 1936 miejscowość otrzymała prawa miejskie oraz nowo powstałemu miastu nadany został herb, nawiązujący do herbu założycieli miasta – Sapiehów (herb Lis). Według spisu ludnościowego z 17 maja 1939 roku, Krzyż zamieszkiwały 4922 osoby narodowości niemieckiej.
Podczas II wojny światowej w mieście działał polski ruch oporu. Na początku stycznia 1945 roku z Krzyża (Kreuz-Ostbahn) władze niemieckie ewakuowały prawie całą ludność, ostatni transport odszedł z dworca kolejowego 26 stycznia. Miasto zostało, po ciężkich walkach zdobyte przez oddział wydzielony sowieckiej 5 Armii Uderzeniowej dowodzony przez płk. Jesipienkę, co nastąpiło ostatecznie 28 stycznia 1945 roku. Skala zniszczeń w zabudowie miejskiej spowodowanych działaniami wojennymi kształtowała się według obliczeń urzędników PUR (Państwowy Urząd Repatriacyjny) na poziomie 50%. 30 stycznia 1945 roku w walkach o Krzyż Wielkopolski zginął m.in. radziecki kapitan Żołdybaj Nurłybajew.
W lutym miasto i okolica było miejscem koncentracji licznych oddziałów wojskowych między innymi radzieckiego I Korpusu Pancernego oraz pod koniec tego miesiąca II Armii Wojska Polskiego. 9 maja 1945 roku do miasta obsadzanego przez tworzącą się administrację polską i polskich kolejarzy (pierwsza grupa pionierów przybyła z Wągrowca w dniach 17–19 lutego) dotarł pierwszy zorganizowany przez PUR transport z ludnością polską przesiedlaną z Kresów Wschodnich, Krzyż stał się polskim miastem, co potwierdziły ustalenia sierpniowej konferencji w Poczdamie. Pierwszym polskim burmistrzem został Czesław Światłowski.
Pierwszymi Polakami w Krzyżu byli kolejarze, którzy w kwietniu 1945 zaczęli uruchamiać zniszczoną kolej i elektrownię wodną. Potem pojawili się osadnicy z pobliskich wsi, zajmujący opuszczone przez Niemców domy i gospodarstwa. W maju przyjechał do Krzyża pierwszy transport repatriantów ze Wschodu – z ziem zajętych przez Związek Radziecki. Przybysze pochodzili z różnych części dzisiejszej Ukrainy, Białorusi i Litwy. Ostatni transport z ludnością niemiecką wyjechał z dworca kolejowego w Krzyżu w październiku 1946.

## Komunikacja

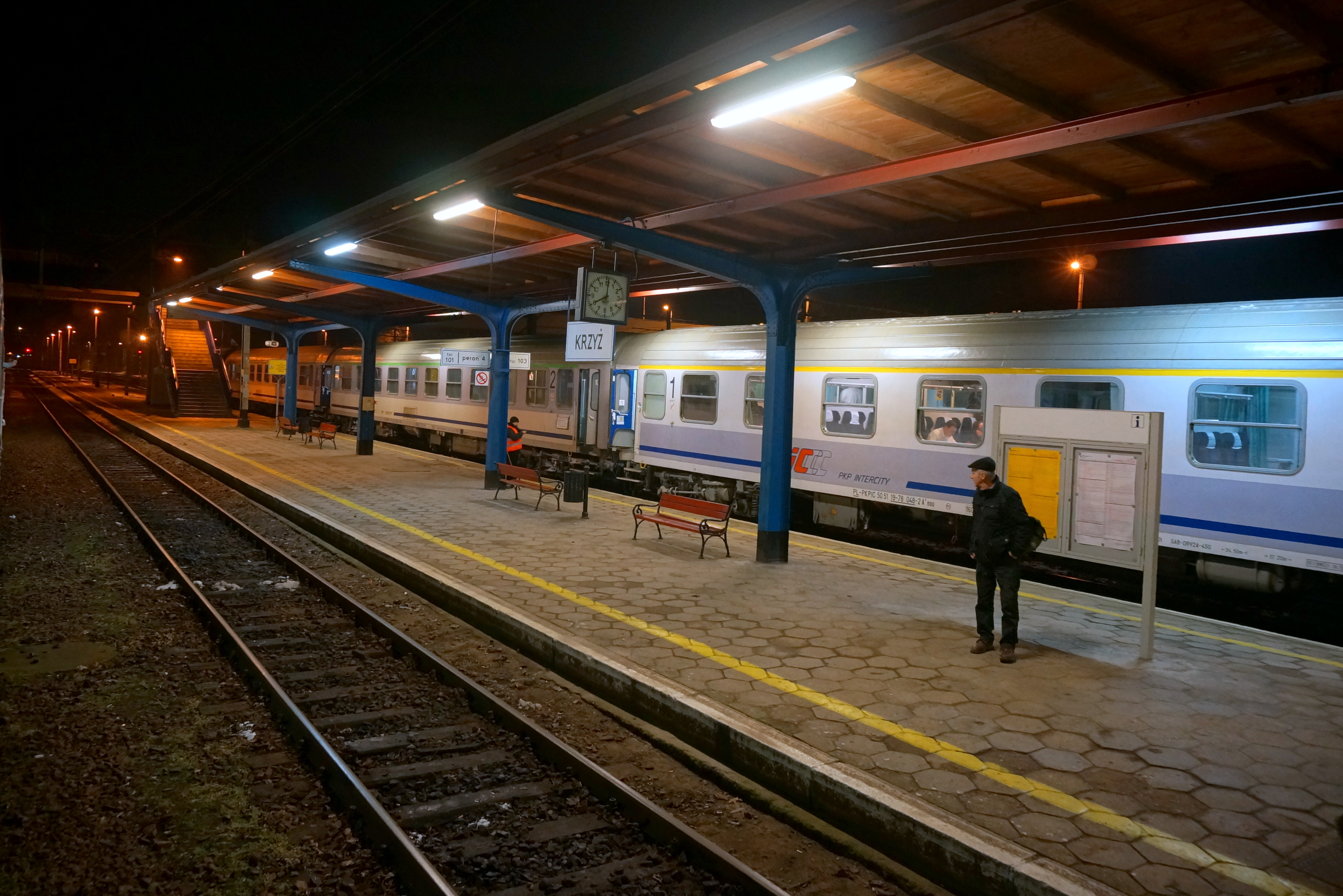
Pociąg PKP Intercity przy peronie 4 na stacji węzłowej w Krzyżu Wielkopolskim

Przez Krzyż Wielkopolski przebiega droga wojewódzka nr 174, również przez miasto przebiegają lokalne drogi gminne. Znacznie ważniejszą rolę komunikacyjną dla miasta odgrywa transport kolejowy. Krzyż jest ważnym węzłem kolejowym w Polsce. Przez stację Krzyż przechodzą dwie ważne w kraju linie kolejowe: linia kolejowa nr 351 łącząca Szczecin z Poznaniem oraz niezelektryfikowana linia kolejowa nr 203 (dawniej Pruska Kolej Wschodnia) łącząca Tczew ze stacją graniczną Küstrin Kietz w Niemczech. W mieście istnieje też przystanek autobusowy obsługiwany przez PKS Piła oraz prywatnych przewoźników.

## Demografia

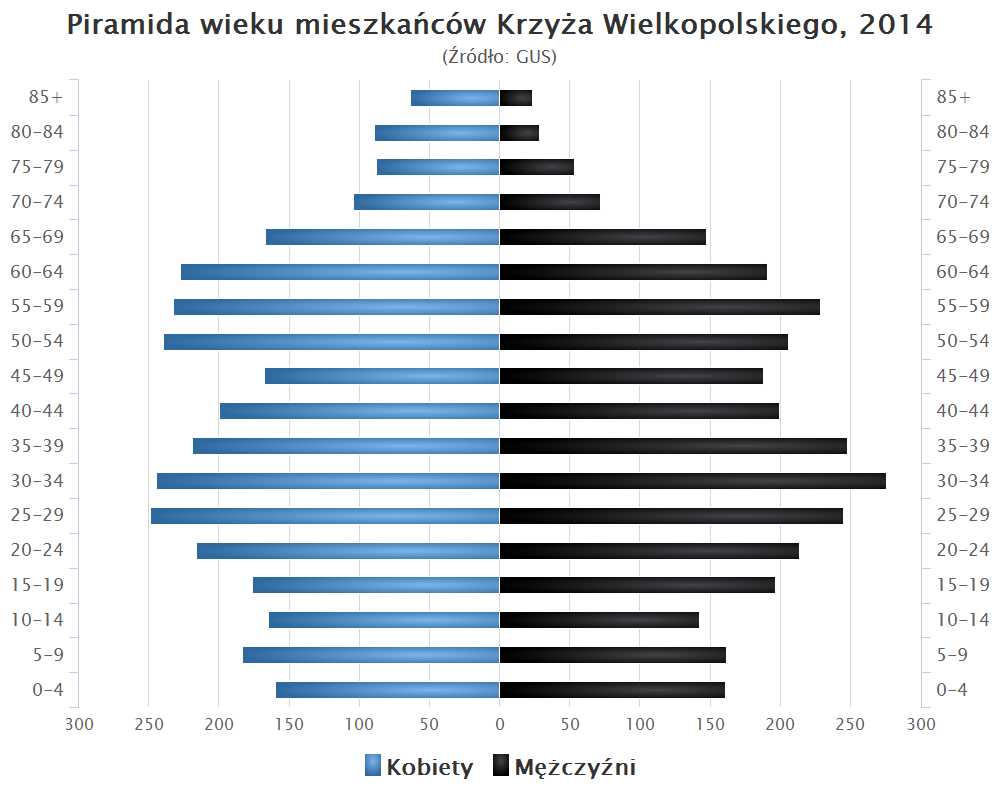
Piramida wieku mieszkańców Krzyża Wielkopolskiego w 2014 roku

| Dane historyczne | Dane historyczne | Dane historyczne |
| Rok              | Ludność          | Zm., %           |
| ---------------- | ---------------- | ---------------- |
| 1939             | 4956             | –                |
| 1950             | 3404             | −31,3%           |
| 1960             | 4569             | 34,2%            |
| 2010             | 6269             | 37,2%            |
| [ 14 ] [ 15 ]    |                  |                  |

## Zabytki
- Dworzec kolejowy, powstały pod koniec XIX wieku
- Poewangelicki, neoromański kościół św. Antoniego Padewskiego z 1882 r.
- Kościół dwuwieżowy Najświętszego Serca Pana Jezusa z 1936 r.
- Budynek poczty z początków XX wieku
- Rzeźnia z początków XX wieku
- Szkoła z początków XX wieku
- Liczne domy mieszkalne z początków XX wieku wyróżniające się stylem architektonicznym, obecnie znajdujące się przy ulicach: Kościuszki, Daszyńskiego, Wojska Polskiego, Mickiewicza, Sikorskiego i Staszica

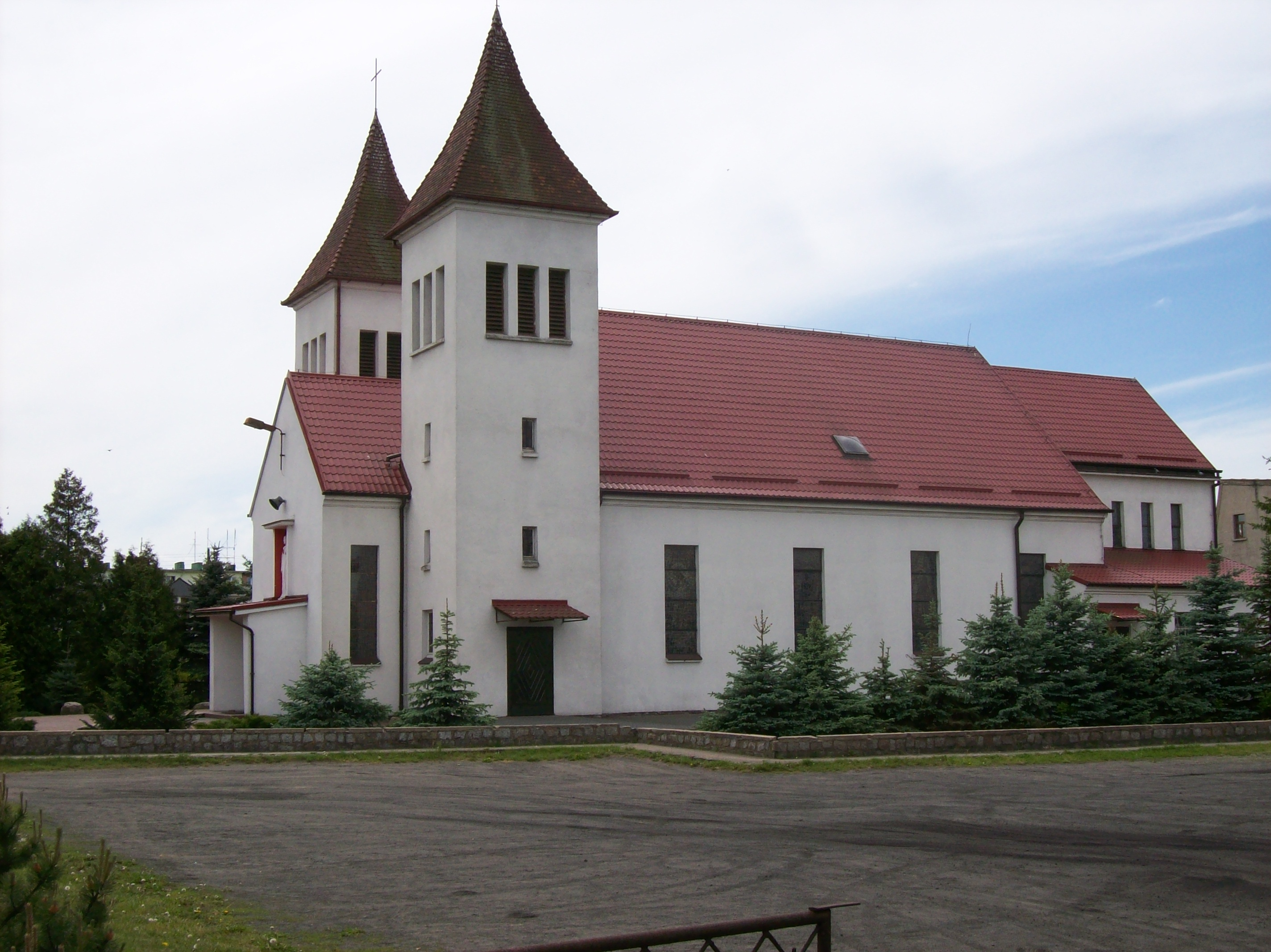
Kościół Najświętszego Serca Pana Jezusa
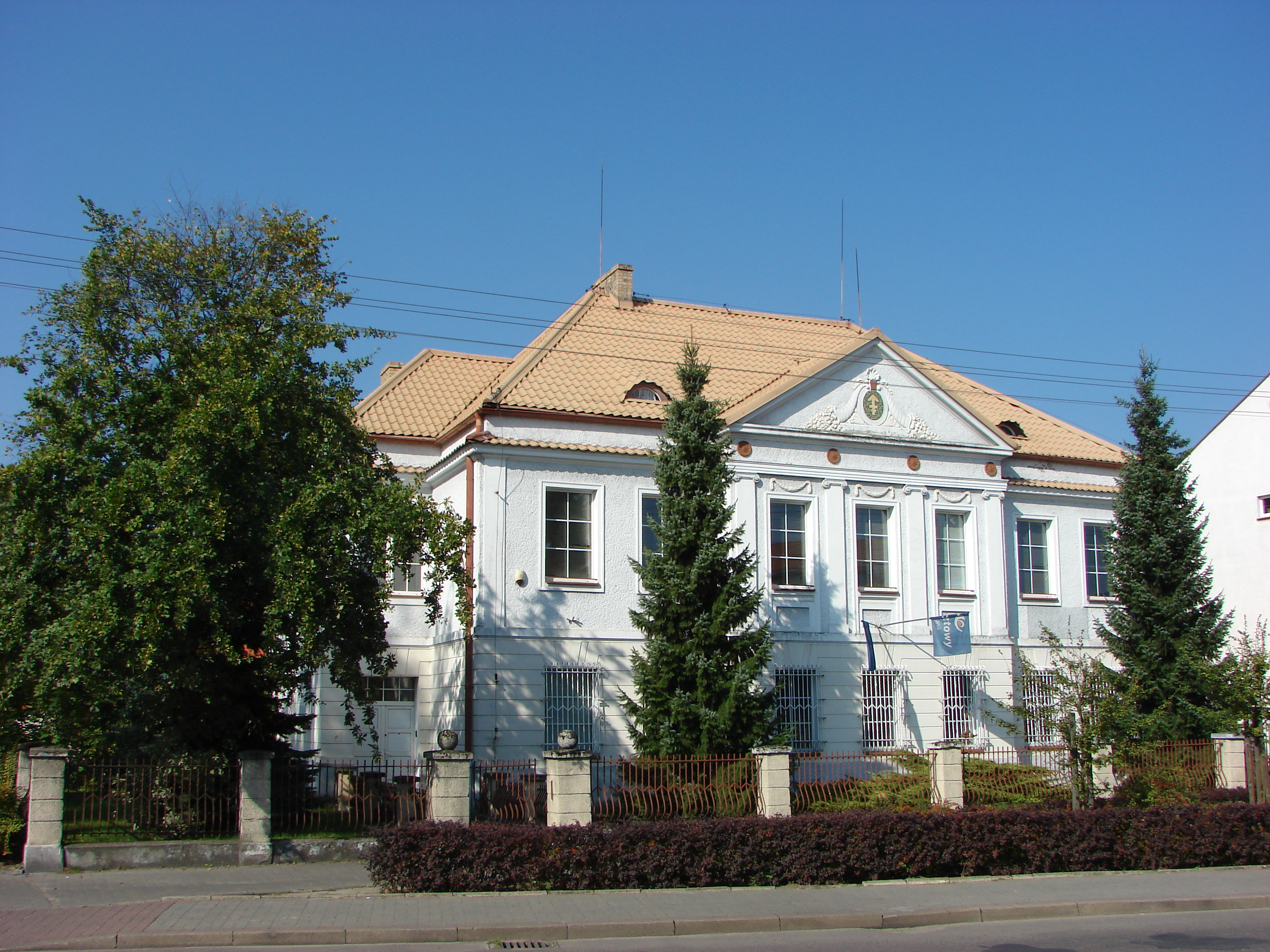
Gmach poczty
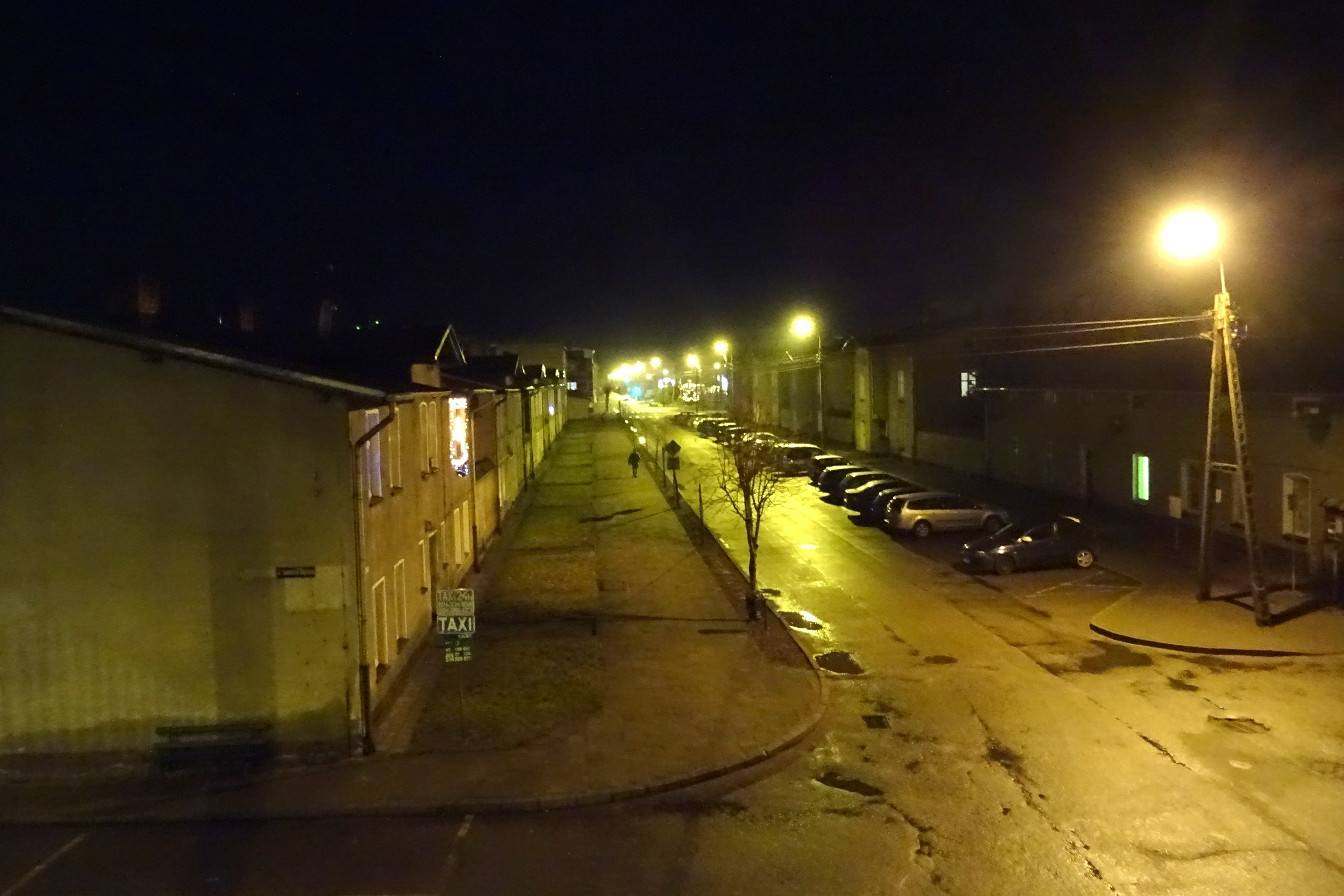
Kolejarskie domy mieszkalne przy ulicy Wojska Polskiego

## Religia
Na terenie miasta istnieją dwie parafie rzymskokatolickie: parafia pw. Najświętszego Serca Pana Jezusa, w której opiekę duszpasterską sprawują salwatorianie i utworzona w 1999 r., prowadzona przez księży diecezjalnych, parafia pw. św. Antoniego oraz założona 7 września 2012 roku parafia Kościoła Zielonoświątkowego. W mieście działa też zbór Świadków Jehowy z Salą Królestwa w Drezdenku.
W XX wieku istniała w miejscowości niewielka społeczność Kościoła Starokatolickiego Mariawitów, związana z parafią św. Mateusza i św. Rocha w Nowej Sobótce.

## Oświata

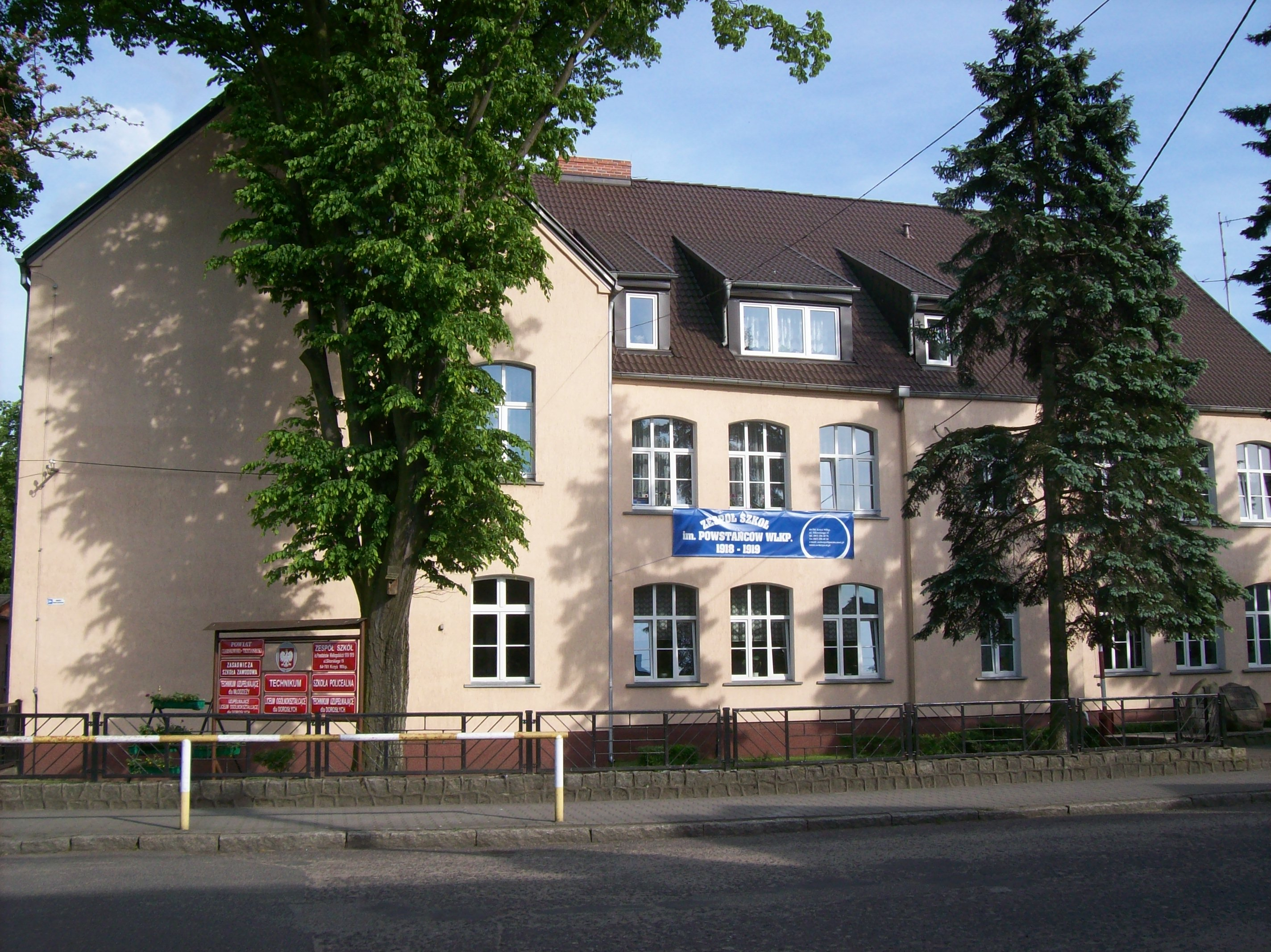
Budynek Zespołu Szkół

- Gminne Przedszkole Publiczne im. Marii Konopnickiej (ul. Mickiewicza 58)
- Przedszkole Harmonia (ul. Zachodnia 15)
- Budynek ZSO Szkoła Podstawowa (ul. Wojska Polskiego 31)
- Zespół Szkół Ogólnokształcących: Szkoła Podstawowa, Liceum Ogólnokształcące (ul. Sienkiewicza 1)
- Zespół Szkół im. Powstańców Wielkopolskich (ul. Sikorskiego 15)

## Sport i turystyka
W mieście znajduje się ośrodek sportu, w skład którego wchodzą: stadion sportowy, kort tenisowy, jak również bieżnia przy jeziorze Łokacz (Królewskim). Przy Zespole szkół mieści się hala sportowa, zaś przy gimnazjum znajduje się hala sportowo-widowiskowa, a przy szkole podstawowej boisko. Ponadto w Krzyżu znajduje się kąpielisko nad jeziorem Łokacz (Królewskim).
Na terenie miasta i gminy istnieje dość bogata i różnorodna baza turystyczna. Znajduje się tu Kompleks Turystyczny „Drawa”, ośrodek wypoczynkowy, w którym w sezonie letnim czynna jest wypożyczalnia sprzętu wodnego, urządzone pole campingowe oraz sezonowa restauracja, a także znajduje się tu kilkanaście gospodarstw agroturystycznych. Jedną z większych atrakcji turystycznych jest spływ kajakowy rzeką Drawą. Krzyż Wlkp. dysponuje bogatą bazą gastronomiczną, ośrodkiem kultury oraz kinem.

## Przyroda
Miasto, jak i cała gmina Krzyż Wlkp. swymi walorami przyrodniczymi i brakiem uciążliwego przemysłu, stanowi o atrakcyjności turystycznej i wypoczynkowej. Główne walory tego terenu to: nieskażone lasy, woda i czyste powietrze, duże bogactwo roślin i zwierząt związane jest to z bliskością Drawieńskiego Parku Narodowego oraz występowaniem tu głęboko wciętych dolin Drawy i Płocicznej. Okoliczne tereny Krzyża sprzyjają rozwojowi wędkowania czy myślistwa.